# Hermann Kober
Hermann Kober (Bytom, Polônia, 1888 (na época Beuthen, pertencente à Alemanha) — Birmingham, 4 de outubro de 1973) foi um matemático alemão.
É conhecido pelo operador de Erdelyi–Kober.